# Holden (Misuri)
Holden es una ciudad ubicada en el condado de Johnson en el estado estadounidense de Misuri. En el Censo de 2010 tenía una población de 2252 habitantes y una densidad poblacional de 359,74 personas por km².

## Geografía
Holden se encuentra ubicada en las coordenadas 38°42′48″N 93°59′22″O / 38.71333, -93.98944. Según la Oficina del Censo de los Estados Unidos, Holden tiene una superficie total de 6.26 km², de la cual 6.24 km² corresponden a tierra firme y (0.25%) 0.02 km² es agua.

## Demografía
Según el censo de 2010, había 2252 personas residiendo en Holden. La densidad de población era de 359,74 hab./km². De los 2252 habitantes, Holden estaba compuesto por el 94.58% blancos, el 1.38% eran afroamericanos, el 0.49% eran amerindios, el 0.09% eran asiáticos, el 0.36% eran isleños del Pacífico, el 0.8% eran de otras razas y el 2.31% pertenecían a dos o más razas. Del total de la población el 2.53% eran hispanos o latinos de cualquier raza.